# Alypia maccullochii
Alypia maccullochii là một loài bướm đêm trong họ Noctuidae.